# Constance Baker Motley
Constance Baker Motley (New Haven, 14 settembre 1921 – New York, 28 settembre 2005) è stata una giudice e politica statunitense che si batté per i diritti civili.
Fu la prima donna afroamericana nominata alla magistratura federale, prestando servizio come giudice distrettuale degli Stati Uniti presso il tribunale distrettuale statunitense per il distretto meridionale di New York. Fu assistente avvocato di Thurgood Marshall mentre discuteva sul caso Brown contro Board of Education.

## Biografia
Constance Baker nacque 1921 a New Haven, nel Connecticut. I suoi genitori erano immigrati di Nevis, nei Caraibi. Sua madre era una lavoratrice domestica e suo padre lavorava come chef per diverse società studentesche della Yale University, inclusa la società segreta Skull and Bones.
Studiò alla Fisk University, un college storicamente afroamericano di Nashville, nel Tennessee, e in seguito frequentò la New York University, dove conseguì il Bachelor of Arts nel 1943. Inoltre conseguì la laurea in giurisprudenza nel 1946 presso la Columbia Law School.
Nell'ottobre del 1945, durante il secondo anno di Baker alla Columbia Law School, il futuro giudice associato della Corte suprema degli Stati Uniti Thurgood Marshall la assunse come assistente e lavorò su casi della corte marziale archiviati dopo la seconda guerra mondiale.

### Lavoro per i diritti civili
Dopo essersi laureata presso la Columbia's Law School nel 1946, Baker fu assunta dal NAACP Legal Defense and Educational Fund (LDF) come avvocato per i diritti civili. Divenne consulente associato dell'LDF e partecipò a numerosi casi di diritti civili importanti, difendendo Martin Luther King Jr., Freedom Riders e Birmingham Children Marchers. Baker visitò chiese bombardate, cantò canzoni per la libertà e visitò il Rev. Martin Luther King mentre era in prigione, oltre a trascorrere una notte con l'attivista per i diritti civili Medgar Evers sotto scorta.
Nel 1950 scrisse l'accusa originale nel caso di Brown v. Board of Education. Prima donna afroamericana a discutere un caso davanti alla Corte Suprema degli Stati Uniti, vinse la causa di James Meredith, il primo studente nero a frequentare l'Università del Mississippi nel 1962. Si rilevò una stratega nel movimento per i diritti civili, contribuendo a desegregare le scuole del sud, gli autobus e le mense.
Nel 1964, Motley fu eletta al Senato dello Stato di New York e dedicò gran parte del suo tempo a sostenere l'uguaglianza abitativa per gli inquilini di maggioranza nera e latinoamericana. Inoltre sostenne progetti di rinnovamento urbano e cercò di migliorare i quartieri bisognosi di New York.

### Carriera politica e giudiziaria
Nel 1964 Motley fu la prima donna afroamericana eletta al Senato dello Stato di New York e nel 1965 divenne il primo presidente donna del distretto di Manhattan.
Fu nominata dal presidente Lyndon B. Johnson il 26 gennaio 1966 ad un seggio presso il tribunale distrettuale degli Stati Uniti per il distretto meridionale di New York. Il senatore James Eastland del Mississippi, contrario all'opera di desegregazione passata di Baker, usò la sua influenza come presidente del comitato giudiziario del Senato per interrompere la nomina di Baker e arrivò al punto di accusarla di essere membro del Partito Comunista. Nonostante l'opposizione, fu confermata dal Senato degli Stati Uniti il 30 agosto 1966 e ricevette la sua commissione il 30 agosto 1966, diventando il primo giudice donna afroamericano federale. Assunto lo status di senior il 30 settembre 1986.

#### Casi notevoli
Motley presiedette il caso di Blank contro Sullivan & Cromwell, dove i querelanti avevano accusato uno studio legale di discriminazione sessuale. A causa della natura di questo caso, vi furono numerose pressioni affinché Motley rinunciasse al caso supponendo che sarebbe stata di parte. In risposta, Motley sottolineò la sua storia di decisioni imparziali, a volte contro il querelante in casi di discriminazione.
In Belknap contro Leary, un altro caso molto pubblicizzato, il giudice Motley ammonì la polizia di New York per non aver fornito ai manifestanti di guerra del Vietnam una protezione adeguata contro la violenza nelle strade.
Si pronunciò sul caso di Mullarkey v. Borglum nel 1970 che coinvolgeva delle inquiline che accusavano il loro padrone di casa di violare il I e il XIV emendamento. Motley si pronunciò a favore dell'imputato, respingendo la pretesa dei querelanti di discriminazione sessuale e andando contro la sua precedente difesa degli inquilini durante il suo periodo al Senato dello Stato di New York.
Motley emise una sentenza definitiva per le donne nelle trasmissioni sportive nel 1978, quando decretò che una giornalista doveva essere autorizzata nello spogliatoio della Major League Baseball. In Ludtke v. Kuhn, Melissa Ludtke intentò una causa contro Bowie Kuhn, il commissario di baseball della Major League, il presidente della Lega americana Leland MacPhail e tre funzionari di New York sulla politica di genere degli Yankees che vietavano alle giornaliste di entrare nei loro spogliatoi.

### Onorificenze
Nel 1984 ricevette un Candace Award per il Distinguished Service dalla National Coalition of 100 Black Women. Nel 1993 fu introdotta nella National Women's Hall of Fame. Nel 2001 il presidente Bill Clinton le conferì la medaglia presidenziale dei cittadini. Il NAACP le ha conferito la Medaglia Spingarn, la più alta onorificenza dell'organizzazione, nel 2003. Fu un importante membro onorario della sorellanza Alpha Kappa Alpha. Ricevette dai senatori Charles Schumer e Hillary Clinton la medaglia d'oro congressuale.

### Vita privata

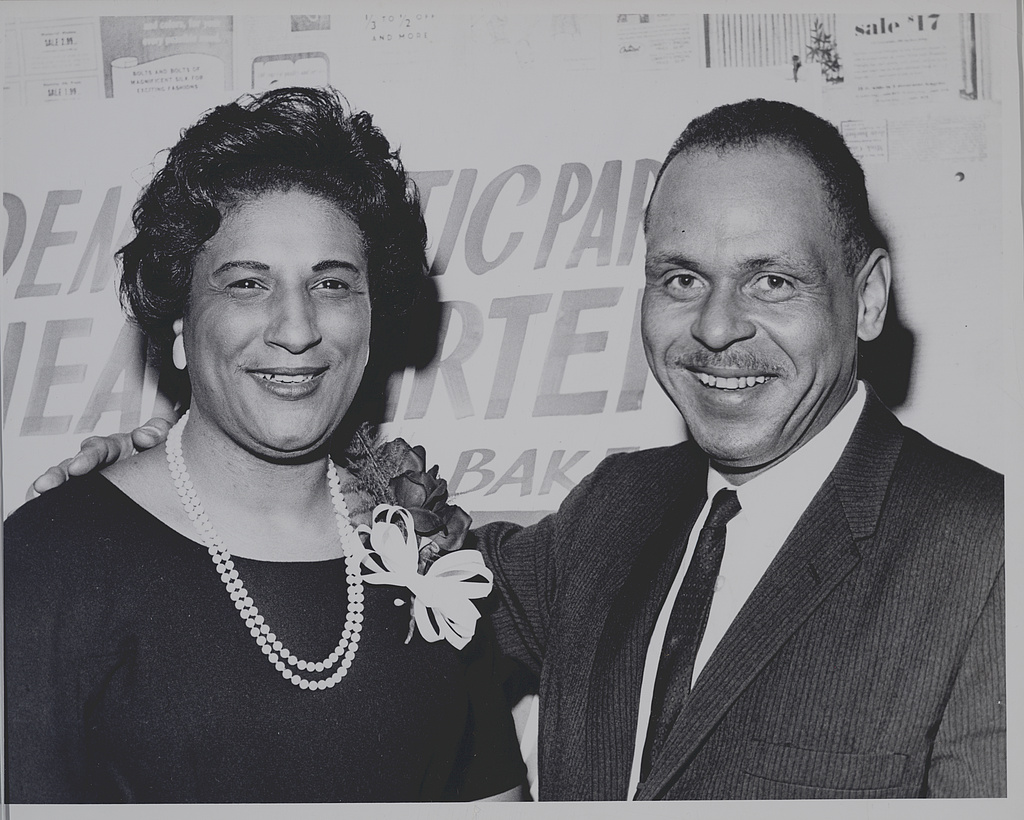
Constance B. Motley con suo marito Joel

Constance Baker sposò l'agente immobiliare e assicurativo Joel Motley, Jr. nel 1946 presso la Chiesa episcopale di Saint Luke a New Haven, nel Connecticut. Constance morì per insufficienza cardiaca congestizia nel 2005. Suo figlio Joel Wilson Motley III è copresidente di Human Rights Watch.

### Eredità
Durante il suo periodo come giudice federale per il distretto meridionale di New York, si batté affinché altre donne afroamericane diventassero giudici.
La senatrice Kamala Harris cita esplicitamente l'influenza di Constance Baker Motley sulla sua carriera politica e legale nella pagina della sua campagna.
Un documentario biografico pluripremiato, Justice is a Black Woman: The Life and Work of Constance Baker Motley, è stato trasmesso per la prima volta sulla televisione pubblica del Connecticut nel 2012. Un cortometraggio documentario, The Trials of Constance Baker Motley, è stato presentato in anteprima al Tribeca Film Festival il 19 aprile 2015.